# Magdalena Sibylle von Preußen

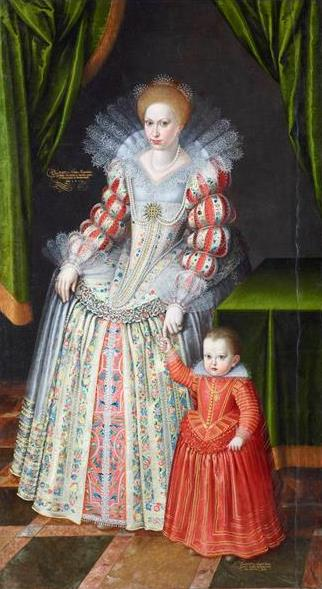
Magdalena Sibylle mit ihrem Sohn Christian, späterem Herzog von Sachsen-Merseburg

Magdalena Sibylle von Preußen (* 31. Dezember 1586 in Königsberg; † 12. Februar 1659 in Dresden) war eine Prinzessin des Herzogtums Preußen und durch Heirat Kurfürstin von Sachsen.

## Leben
Magdalene Sibylle war die fünfte und jüngste Tochter des Herzogs Albrecht Friedrich von Preußen (1553–1618) aus dessen Ehe mit Marie Eleonore (1550–1608), Tochter des Herzogs Wilhelm dem Reichen von Jülich-Kleve-Berg. Die Prinzessin wuchs mit ihren Schwestern im Königsberger Schloss auf und wurde zu einer begeisterten Protestantin erzogen.
Magdalene Sibylle wurde am 19. Juli 1607 in Torgau die zweite Ehefrau des Kurfürsten Johann Georg I. von Sachsen (1585–1656). Sie nahm es ihrem Gemahl sehr übel, dass dieser sich im Dreißigjährigen Krieg von Gustav Adolf, den sie sehr verehrte, ab- und Kaiser Ferdinand zuwandte (Prager Frieden 1635). Weiterhin trat sie für schwedische Kriegsgefangene ein, die beim Dresdner Festungsbau arbeiteten und hielt Freundschaft mit der schwedischen Königin Maria Eleonora. Sie besaß ein Vorwerk mit Gärtnerei und Viehhof in Fischersdorf bei Dresden sowie ab 1644 das Gut Gorbitz.
Magdalena Sibylle förderte Malerei und Dichtkunst. Am 8. Oktober 1656 wurde sie Witwe. Sie wohnte danach im (1555 von Melchior Hauffe erbauten) Fraumutterhaus in der Kreuzgasse am Salomonistor in Dresden. Sie verstarb 1659 und wurde im Freiberger Dom beigesetzt.

## Nachkommen
Aus ihrer Ehe hatte Magdalene Sibylle folgende Kinder:
- Sohn (*/† 1608)
- Sophie Eleonore (1609–1671)

⚭ 1627 Landgraf Georg II. von Hessen-Darmstadt (1605–1661)
- Maria Elisabeth (1610–1684)

⚭ 1630 Herzog Friedrich III. von Schleswig-Holstein-Gottorf (1597–1659)
- Christian Albrecht (*/† 1612)
- Johann Georg II. (1613–1680), Kurfürst von Sachsen

⚭ 1638 Prinzessin Magdalena Sibylle von Brandenburg-Bayreuth (1612–1687)
- August (1614–1680), Herzog von Sachsen-Weißenfels

⚭ 1. 1647 Prinzessin Anna Maria von Mecklenburg-Schwerin (1627–1669)
⚭ 2. 1672 Gräfin Johanna Walpurgis von Leiningen-Westerburg (1647–1687)
- Christian I. (1615–1691), Herzog von Sachsen-Merseburg

⚭ 1650 Prinzessin Christiana von Schleswig-Holstein-Sonderburg-Glücksburg (1634–1701)
- Magdalena Sibylle (1617–1668)

⚭ 1. 1634 Kronprinz Christian von Dänemark (1603–1647)
⚭ 2. 1652 Herzog Friedrich Wilhelm II. von Sachsen-Altenburg (1603–1669)
- Moritz (1619–1681), Herzog von Sachsen-Zeitz

⚭ 1. 1650 Prinzessin Sophie Hedwig von Schleswig-Holstein-Sonderburg-Glücksburg (1630–1652)
⚭ 2. 1656 Prinzessin Dorothea Maria von Sachsen-Weimar (1641–1675)
⚭ 3. 1676 Prinzessin Sophie Elisabeth von Schleswig-Holstein-Sonderburg-Wiesenburg (1653–1684)
- Heinrich (*/† 1622)